# Sarcochilus borealis
Sarcochilus borealis är en orkidéart som först beskrevs av William Henry Nicholls, och fick sitt nu gällande namn av Mark Alwin Clements och David Lloyd Jones. Sarcochilus borealis ingår i släktet Sarcochilus och familjen orkidéer. Inga underarter finns listade i Catalogue of Life.